# Echinodexia
Echinodexia är ett släkte av tvåvingar. Echinodexia ingår i familjen parasitflugor.
Kladogram enligt Catalogue of Life:
| Echinodexia | \| \| Echinodexia cubensis \| \| \| \| \| \| Echinodexia pseudohystricia \| \| \| \| |
|             | \| \| Echinodexia cubensis \| \| \| \| \| \| Echinodexia pseudohystricia \| \| \| \| |
|             | Echinodexia cubensis                                                                 |
|             |                                                                                      |
|             | Echinodexia pseudohystricia                                                          |
|             |                                                                                      |